# Lutry
Lutry (toponimo francese) è un comune svizzero di 9 891 abitanti del Canton Vaud, nel distretto di Lavaux-Oron.

## Geografia fisica
Lutry si affaccia sul lago di Ginevra.

## Storia
Dal suo territorio nel 1823 fu scorporata la località di Savigny, divenuta comune autonomo.

## Monumenti e luoghi d'interesse

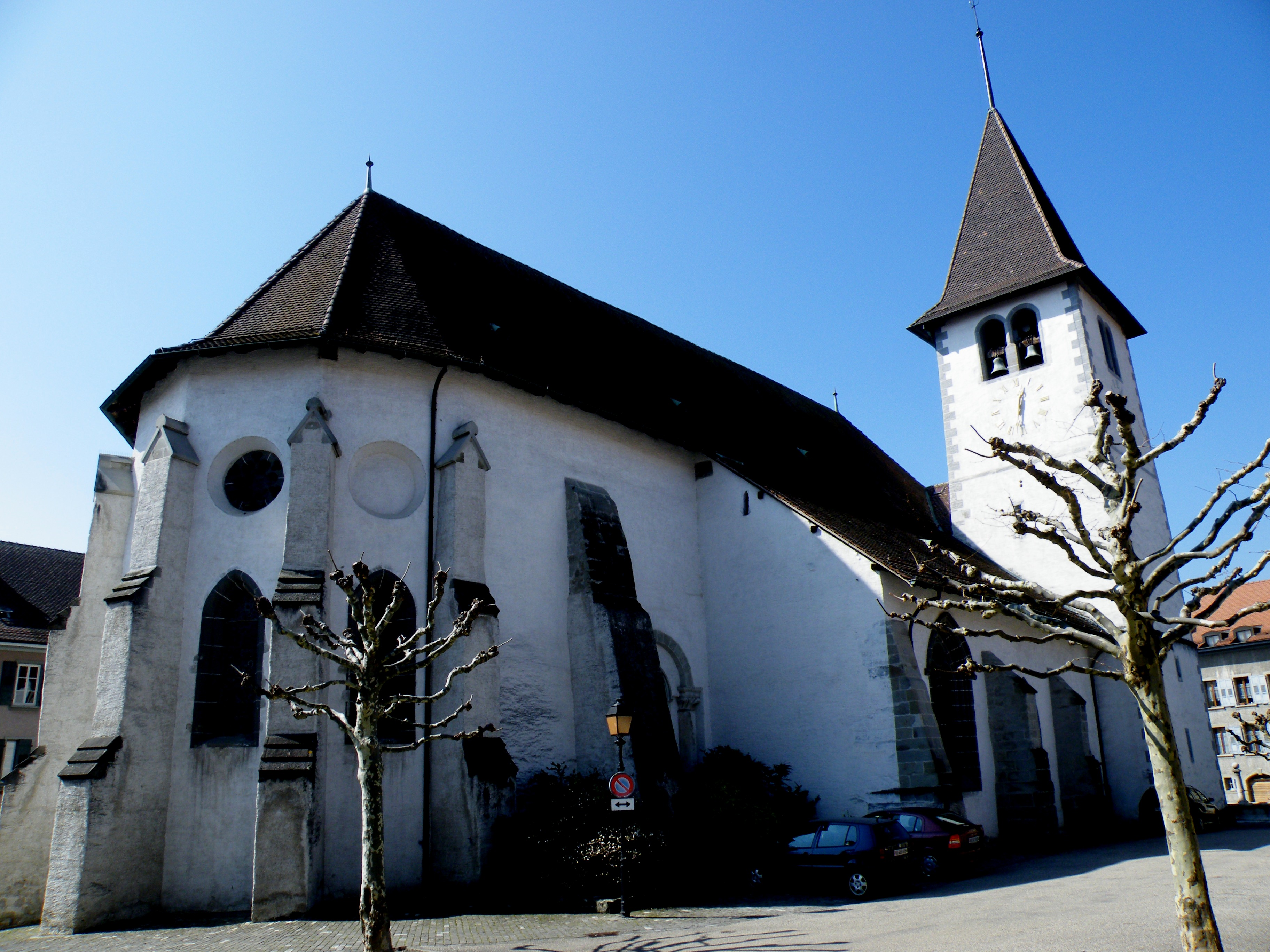
La chiesa di San Martino

- Chiesa riformata di San Martino, attestata dal 1228 e ricostruita nel 1250-1260, nel 1344 e nel 1569-1591[1].

## Società

### Evoluzione demografica
L'evoluzione demografica è riportata nella seguente tabella (fino al 1823 con Savigny):
Abitanti censiti

## Geografia antropica

### Frazioni
- Bossières
- Corsy
- Curtinaux
- Echerins
- La Conversion
- La Croix
- Le Châtelard
- Le Daley
- Le Miroir
- Le Petit Bochat
- Montagny
- Savuit

## Infrastrutture e trasporti

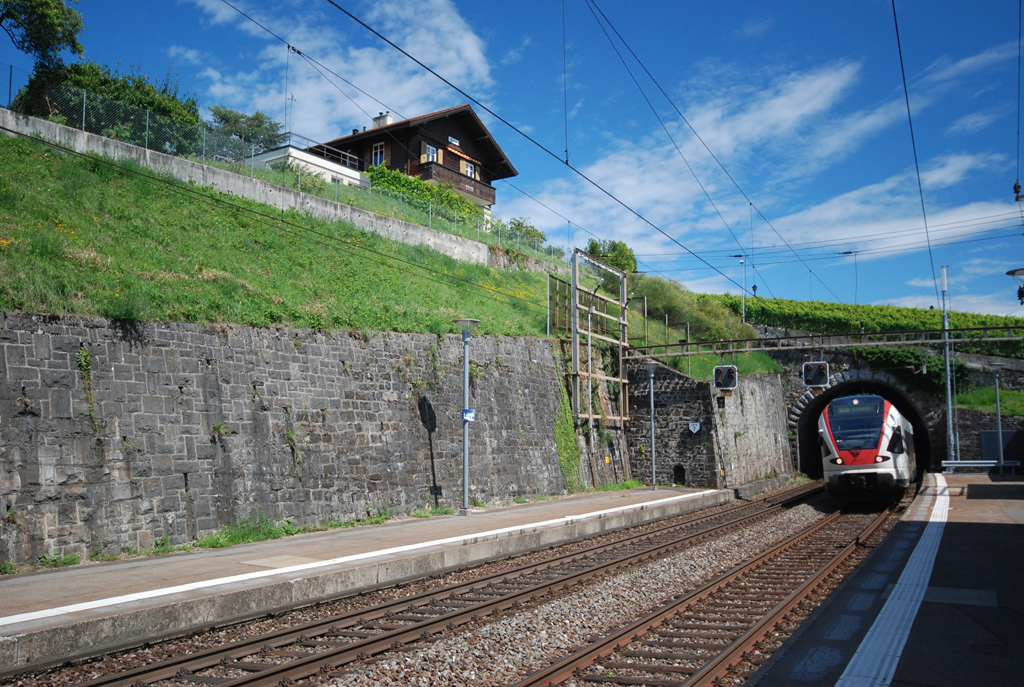
La stazione di Lutry

Lutry è servito dall'omonima stazione, sulla ferrovia Losanna-Briga, e da quella di Bossières.

## Amministrazione
Ogni famiglia originaria del luogo fa parte del cosiddetto comune patriziale e ha la responsabilità della manutenzione di ogni bene ricadente all'interno dei confini del comune.